# 八堂大橋
八堂大橋（韓語：팔당대교）是一条横跨漢江的桥梁，位于韓國京畿道。桥梁两端连接南楊州市和河南市，于1986年5月开始建造，1995年4月通车。大桥全长935米，桥塔高度为12米，宽度为24米。